# 制動放射
制動放射（せいどうほうしゃ）、制動輻射（せいどうふくしゃ）は、荷電粒子が電場の中で急に減速されたり進路を曲げられたりした際に発生する電磁波放射である。ドイツ語で Bremsstrahlung（ブレムスシュトラールング、意味はbrake + radiation）と言い、英語でも普通この用語が用いられる。
この現象はニコラ・テスラにより発見された。最初、厚い金属の標的中で高エネルギー電子が止められた際に観測されたことからこのように呼ばれている。制動放射は連続スペクトルを持つ。
制動放射にはシンクロトロン放射が含まれる。しかし狭義の意味で原子により電子が止められることについて言われる。
X線管でX線を人工発生させる原理は制動輻射である。高速の電子がターゲットに衝突することにより、ターゲット内で制動放射が発生する。
ベータ線を鉛などで遮蔽する場合、ベータ線の侵入を防ぐことを考慮するだけでなく、制動放射によるX線の侵入にも注意を払う必要がある。